# Полье

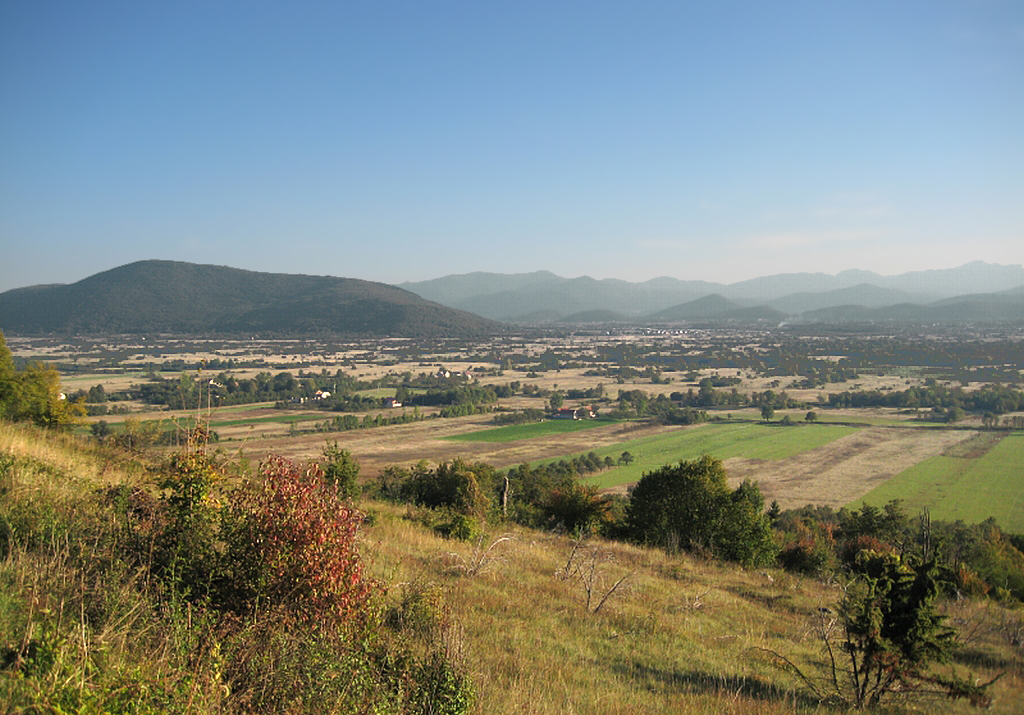
Гацко Поле в Лика, Хорватия

Полье, также карстовое полье — карстовая впадина больших размеров (порядка 1—10 км), с плоским дном, как правило, замкнутая, часто с пересыхающими водотоками и озёрами с внутренним стоком воды через поноры.
Полья, как правило, простираются на несколько километров. Крутые и обрывистые берега польев возвышаются над плоскими днищами, горки в форме башен — остатки перемычек, когда-то разделявших воронки и котловины. Полья также образуются при разрушении пещерных сводов и опускании земной поверхности. Во время паводков поноры полья иногда не справляются с поглощением воды, образуются временные озёра, болота. Полья встречаются во многих карстовых районах, в частности, на Балканском полуострове и в Крыму.